# 天王星行動
天王星行動（羅馬化：Operatsiya Uran）为蘇聯紅軍在第二次世界大戰中的一個战略性军事行动代号，目标为包圍德國第6軍團、羅馬尼亞王國第3軍團和第4軍團及部份德國第4裝甲軍團。這個行動是史達林格勒戰役的一部分，作戰目的是消滅在史達林格勒城中及週邊地區的德軍。天王星行動的策劃早在1942年9月便開始，最終發展成包圍、消滅德國中央集團軍及在高加索地區的其他德軍。由于德軍沒有準備好在冬季作戰，加之位於蘇聯南方的部隊過分分散，其側翼又由較為貧弱的羅馬尼亞、匈牙利及義大利軍隊防守，因此蘇聯红軍佔盡了優勢。蘇軍的攻勢自羅馬尼亞軍隊正面防線展開，這些德國盟友战斗素质不如德軍，同时还缺乏對抗蘇聯裝甲部隊的重型武器。
德軍為攻佔高加索油田地帶及史達林格勒而實施的夏季攻勢，造成了一條超过軸心國部隊预期防御范围的漫長戰綫。在德軍將數個機械化師從蘇聯調往西歐後這一情況更為惡化。加上該戰區經過數個月的激戰後，德國部隊，特別是在史達林格勒城內作戰的部隊消耗甚鉅。德軍只有将兵力約一個裝甲師的第48裝甲軍以及第29裝甲擲彈兵師作為預備隊，用以支援掩護第6軍團側翼的羅馬尼亞部隊。與之相比，紅軍在準備進攻上在史達林格勒城內及周圍部署了超過100萬名士兵。然而蘇聯調動軍隊的動作並非沒有遭遇到困難：為避免暴露被德軍發現，蘇軍的秘密部署使得部分部隊因為后勤問題而未能按照計畫抵達，因此天王星行動的開始日期從11月8日延遲至11月17日，之後再進一步推遲至11月19日。
11月19日早上7時20分（莫斯科時間）蘇聯紅軍對位於史達林格勒城區的軸心國軍隊北翼展開攻擊；南翼部隊亦於11月20日開始進攻，雖然羅馬尼亞軍部隊能擊退蘇軍首輪攻擊，但在11月20日晚時，蘇軍繞過數個实力较强的德軍步兵師直接进攻羅馬尼亞第3軍團及第4軍團，这些轴心国军队不久之后就全面潰退。德軍機動預備隊沒有足夠力量用以擊退蘇軍的機械化矛頭，同時第6軍團指揮部亦未能及時調動史達林格勒城中的裝甲部隊，將它們重新部署以擊退這些威脅。11月22日晚上蘇軍兩翼的部隊於卡拉奇會師，成功包圍了頓河以東的290,000名軸心國部隊。德國元首阿道夫·希特勒命令軸心國軍隊繼續死守史達林格勒城中的陣地並以空運維持補給，與此同時蘇軍及德軍指揮官們也開始各自策劃他們的下一步行動。

## 背景
1942年5月初德意志國防軍向南方集團軍正面的蘇軍發動攻勢，代號為「藍色案」。在7月13日突破蘇聯紅軍之防線後，德軍包圍及攻佔羅斯托夫。羅斯托夫陷落後，希特勒將在蘇聯南部作戰的纳粹德国国防军陆军分為兩部分以分別攻佔史達林格勒及高加索地区；攻佔史達林格勒的任務交由纳粹德国国防军陆军第6軍團負責，它立即向伏爾加河推進，並在前進時得到德國空軍第4航空隊強大的空中支援。8月7日兩個德國裝甲軍團迂回并包圍一支擁有50,000名士兵及大約1,000輛坦克的蘇軍。8月23日纳粹德国国防军陆军第6軍團和第4装甲軍團開始渡過頓河以完成向伏爾加河的推進，此时第6軍團离斯大林格勒还60公里，在第4航空队的从8月23日－8月26日的持续对斯大林格勒的轰炸中造成955人死亡、1181人受伤及斯大林格勒市区建筑大片成为废墟瓦砾，之後在9月13日隨著第6集团军的先頭部隊攻入該城城市展开全面战斗，史達林格勒戰役由此展开。

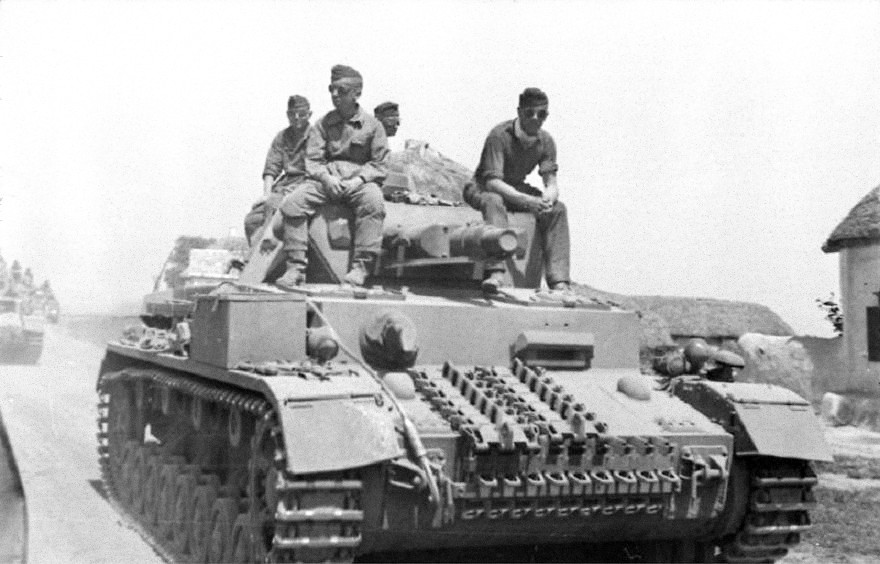
1942年6月，在蓝色行动進攻中之德軍

到11月中旬第6軍團已攻佔了史達林格勒城的90%的地區，並將防守红军压迫在伏爾加河岸邊的4个桥头堡，其中红军前线离伏尔加河岸边不足180公尺。在此階段纳粹德国国防军陆军注意到第6軍團側翼的蘇軍活動漸趨頻繁，綜合審訊俘虜得到的情報，推測蘇軍正準備向該城周圍的德軍發起进攻。但是纳粹德国国防军陆军指揮部仍将注意力集中在完成攻佔史達林格勒的行動，事實上德國陸軍參謀總長弗朗茨·哈爾德上將已在9月中旬時警告过希特勒第6軍團及第4裝甲軍團的側翼過長。早在9月時蘇聯最高統帥部已開始策劃一系列反攻行動，意圖消滅在蘇聯南部（史達林格勒及高加索地區）的纳粹德国国防军陆军以及德國中央集團軍，拯救史達林格勒的行動由亞歷山大·華西列夫斯基指揮。
蘇聯最高統帥部籌劃了兩個行動計劃以消灭在史達林格勒附近之敵軍，分別是“天王星行動”及“小土星行動”，同時又籌劃了“火星行動”以阻止中央集團軍實施增援及盡可能消滅德軍部隊。天王星行動使用大量機械化及步兵部隊直接包圍在史達林格勒附近的德國及其它軸心國軍隊，為了準備該进攻，進攻起點被安排在德國第6軍團陣地后方的側翼部位，使纳粹德国国防军陆军不能快速增援這些過度分散的軸心國單位。红軍採取鉗形攻勢；蘇軍機械化部隊深深刺入德軍两翼，同時另一支部隊將在德國第6軍團附近發動攻擊，以期攻擊位於後方的纳粹德国国防军陆军單位。當紅軍準備時，纳粹德国国防军陆军高級指揮官認為蘇軍忙于攻擊北面的德國中央集團軍，沒有力量在南方同時發動攻勢，因而繼續忽視蘇軍發動天王星行动的可能性。

## 參戰部隊比較

### 軸心國軍队
參與藍色行動的德國及其它軸心國軍隊被分散部署在一條寬度超過480（300英里）、縱深數百公里的戰線上，同時攻打史達林格勒的命令使大量軸心國軍向東前進，進一步拉薄了防線。例如，在7月初第6集团军防守一條長達160-（99-英里）的戰線之餘，尚要向前挺進大約400（250英里）。從南方集團軍分開出來的B集團軍（向高加索行動的部隊被重新命名為A集團軍），看上去似乎很強大：包括第16摩托化師、德國第2、第4裝甲及第6集团军、羅馬尼亞第4及第3軍團、義大利第8集团军 (意大利)及匈牙利第2軍團；同屬B集團軍轄下之第48裝甲軍，實際兵力僅相當于一個被削弱的裝甲師，並有一個步兵師作為預備隊。纳粹德国国防军陆军側翼大多由新來到的非德國軍隊防守，而纳粹德国国防军陆军則用來繼續實施進攻史達林格勒及高加索的行動。

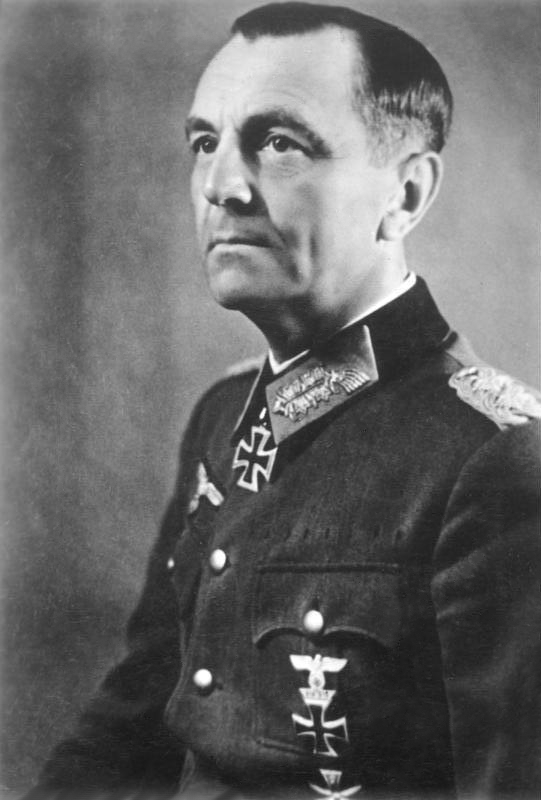
德國第6軍團司令弗里德里希·保盧斯上將

雖然阿道夫·希特勒對動用非德國軸心國部隊保護德軍側翼颇有信心，實際上這些單位大多裝備過時武器，依賴騾馬牽引大炮，同時一些軍官野蠻对待入伍新兵更造成士氣低落。在機械化方面，羅馬尼亞第1裝甲師配備了大約100輛捷克斯洛伐克共和国製造的PZ.38（t）坦克，它的37毫米反坦克炮不能有效攻擊蘇聯的T-34坦克。相似地，該師裝備的37毫米反坦克炮亦嫌過時，且普遍彈藥不足，只有在反覆要求下德國才向羅馬尼亞單位供應75毫米反坦克炮，但每個師只配備了6門。另外這些單位的部署過度分散，例如羅馬尼亞第3軍團被部署在一條140（87英里）長之戰線上；而羅馬尼亞第4軍團則守衛至少長達270（170英里）的防區；義大利人及匈牙利人被安置在兩個羅馬尼亞軍團之間，事實上德軍指揮官並不期待這些部隊有足夠的戰鬥力，大部分德軍情況也不好；它們在與紅軍數個月的戰鬥中被削弱，當蘇聯最高統帥部建立新的軍團時，德軍高層指揮部卻只能依賴現有的機械化師團。加上在1942年5月至11月的德軍攻勢期間，A集團軍2個装备优良的摩托化師武裝親衛隊阿道夫·希特勒警衛旗隊摩托化師及大德意志師作為英軍在法國登陸時的機械化預備隊被調往西綫。第6軍團在史達林格勒城內作戰時亦付出了很大的傷亡，其某些部隊，如第48装甲军所下辖的德軍第22裝甲師的裝備并不比羅馬尼亞第1裝甲師優良，德軍本身的戰線也很分散，例如德國第11軍就防守長達約100（62英里）的戰線。

### 參戰的蘇聯軍隊
蘇聯紅軍估計共有1,100,000名士兵、804輛坦克、13,400門火炮及超過1,000架飛機參加即將來臨的攻勢，苏军的攻势由南、北两翼构成。在北面的进攻主力是尼古拉·费多罗维奇·瓦图京所指挥的西南方面軍，其下辖的第21军团及第5坦克军团为突击集团，负责完成占领卡拉奇的任务，第1近卫军团则在更北面的位置负责抵抗敌人可能出现的反击。北面的另一个部队为罗科索夫斯基所指挥的顿河方面军，这一部队主要担任辅助攻击任务，由其下辖的第65和第24集团军一部切断顿河突出部敌军与斯大林格勒地区敌军之间的联系，德軍南翼將成為新成立的史達林格勒方面軍下辖的第51及第57軍團的攻擊目標，其先頭部隊是第13及第14機械化軍；這個攻勢會通過羅馬尼亞第4軍團之防區，目的是與西南方面军的第5坦克軍團在卡拉奇鎮附近會師。總體上蘇軍集結了11個軍團和多個獨立坦克旅、軍，在空军方面则由第2和第17航空兵兵团支援西南方面军，第16航空兵兵团支援顿河方面军，第8航空兵兵团支援斯大林格勒方面军。但是攻勢的準備工作出現了一些誤差，由于運輸上的延誤令很多參戰單位尚未就位，11月18日蘇聯最高統帥部推遲實施進攻的日期。與此同時已在前線的單位為學習如何阻止敵軍反攻及利用機械化部隊打開突破口而舉行了多次實戰演習。這些活動都被蘇軍利用一些欺敵行動加以掩飾，包括減少無線電通訊、偽裝、行動保密、利用傳令兵代替無線電進行通訊，以及採取欺騙行動，如增加在莫斯科周圍的軍隊調動等；進攻部隊被命令構築防禦工事，從而令德軍誤判其行動；在頓河興建假橋，以掩飾早已跨河建好的真正橋樑。蘇聯紅軍亦對中央集團軍實施佯攻，並組編一些掛名的軍隊以令德軍產生攻擊重點在中部的假象。
蘇軍史達林格勒方面軍受制於敵軍的猛烈炮轟，難以實施機動。第38工兵營被指派到該方面軍，負責運送彈藥、士兵及坦克渡過伏爾加河，同時對即將成為突破重點的前線區域實施小規模偵查。在3星期內紅軍共運送了大約110,000名士兵、420輛坦克及556門火炮渡過伏爾加河。
11月17日華西列夫斯基被召回莫斯科，在這裡他讀到了由第4機械化軍指揮官瓦希里·沃爾斯基將軍寫給史達林的一封信，在信中沃爾斯基緊急要求史達林取消進攻。沃爾斯基相信這個攻勢注定是失敗的，原因是參戰部隊的狀況很差；他建議推遲進攻日期及全面重新設計整個計劃。另外很多蘇軍士兵沒有得到冬季軍服，也有士兵因“指揮官不負責任的態度”而死於凍傷。雖然蘇軍情報單位盡可能全面地收集情報，以求了解軸心國部隊的部署情況，但德國第6軍團的狀況仍舊糢糊不清。蘇軍指揮官們的想法與沃爾斯基相反，同意攻勢如期進行，史達林親自打電話給沃爾斯基，使后者同意按照計劃發動攻擊。

## 蘇聯攻勢

斯大林格勒战役反攻阶段

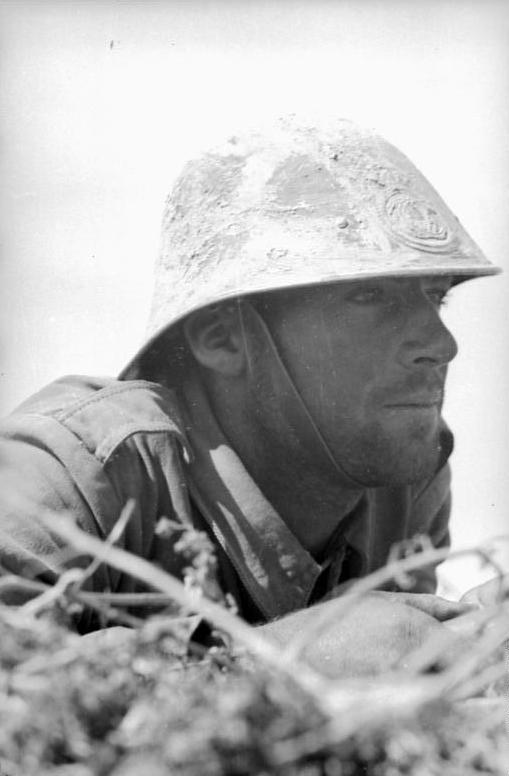
在前線之羅馬尼亞軍士兵

天王星行動本來已被推遲至11月17日，因为格奧爾吉·朱可夫將軍被告知參加天王星行動的空軍單位尚未就位，此后又順延了兩天，行動最終在11月19日展開。羅馬尼亞陸軍中尉格哈德·史托當時在前線，當日接到一個電話稱早上5時將有蘇軍攻勢；但是由於他接到情報的時間已在5時後，且不敢憑借未核實的情報吵醒上級軍官，他沒有向羅馬尼亞軍團指揮部報告他收到的消息。由於濃霧和大雪造成視野不清，蘇軍指揮官建議推遲炮擊的時間，然而方面軍指揮部決定照原定時間實施。早上7時20分（莫斯科時間；德國時間則為早上5時20分）蘇軍炮兵指揮部收到代號為“汽笛”的命令，對整條保護德軍側翼的非德國軸心國單位防線實施長達80分鐘的直接炮擊 多達3,500門火炮轟擊了羅馬尼亞第3軍團及德國第6軍團側翼的北肩，雖然濃霧令蘇軍未能通過目視觀察進行炮擊修正，但前線長達數星期的準備及測距工作令他們能準確地實施射擊。炮擊的效果非常好，軸心國軍的通訊線路被中斷、彈藥臨時堆積處被破壞及前進觀測點被毀壞，很多在炮擊下生存的羅馬尼亞人員開始向後方逃竄。蘇軍用于炮擊羅馬尼亞軍炮兵陣地及第2道防線的重炮，也順帶擊中了撤退中的士兵。

### 11月19日：攻擊羅馬尼亞第3軍團
在北部蘇聯以第21、第65步兵軍和第5坦克軍團為先導，于早上8時50分對羅馬尼亞第3軍團發動進攻。首2輪進攻均被羅馬尼亞守軍擊退，而大規模炮轟亦令蘇軍裝甲部隊難以通過地雷區及複雜地形。但是由於羅馬尼亞守軍缺乏重型反坦克炮，防線終于崩潰；當日午時被蘇聯第4機械化軍及第3親衛騎兵軍打開了一個突破口。之後第5坦克軍團在第8騎兵軍的跟隨下突破了羅馬尼亞第2軍的防線。當蘇軍裝甲部隊利用羅盤通過濃霧前進、越過羅馬尼亞軍及德軍炮兵陣地時，3個羅馬尼亞師開始混亂地後撤；羅馬尼亞第3軍團已被從東西兩面包抄。在收到蘇軍進攻的消息後，第6軍團司令部未能命令仍在史達林格勒市內的第16及第24裝甲師前往支援羅馬尼亞軍，而以作为预备队第48裝甲軍代替。
兵力被嚴重削弱及缺乏裝備的第48裝甲軍只有少於100輛可使用的現代化坦克應付蘇軍的裝甲部隊。而且由于缺乏汽油和裝備，指揮官被迫將失去坦克的車組編入步兵連隊作戰；第22裝甲師是該軍組成單位之一，在隨即發生的激戰中幾乎被全殲。第22裝甲師只能投入不到30輛坦克參加戰鬥，很快損失得只剩下1個裝甲連。羅馬尼亞第1裝甲師被配屬到第48裝甲軍，在與它的德軍軍級指揮官失去聯絡後，與蘇軍第26坦克軍交戰并在11月20日被消滅。當蘇軍繼續向南推進時，很多車組受到正在惡化的暴風雪影響，比如积雪遮住火炮瞄準器；坦克在雪地上失去附著力而失控滑行，導致車組成員撞斷臂膀也毫不罕見，但是暴風雪亦同時阻礙了德軍各軍之間的合作。
羅馬尼亞第3軍團在11月19日晚上開始被擊潰，蘇聯第21军团及第5坦克軍團俘獲了27,000名羅馬尼亞士兵（相當于3個師的兵力），然后繼續向南推進。蘇軍騎兵被用于鞏固突破口，切斷羅馬尼亞人與義大利第8軍團之間的聯繫，及阻止任何對蘇軍側翼的反攻。當蘇聯空軍轟炸掃射後撤的羅馬尼亞士兵時，德國空軍只能作微不足道的反擊。原本在德軍第376步兵師側翼的羅馬尼亞第1騎兵師後撤，令蘇聯第65軍團得以繞過德軍的防線。當德軍在11月19日稍晚作出回應時，對第6軍團南翼的另一次進攻開始了。

### 攻擊德軍南翼：11月20日

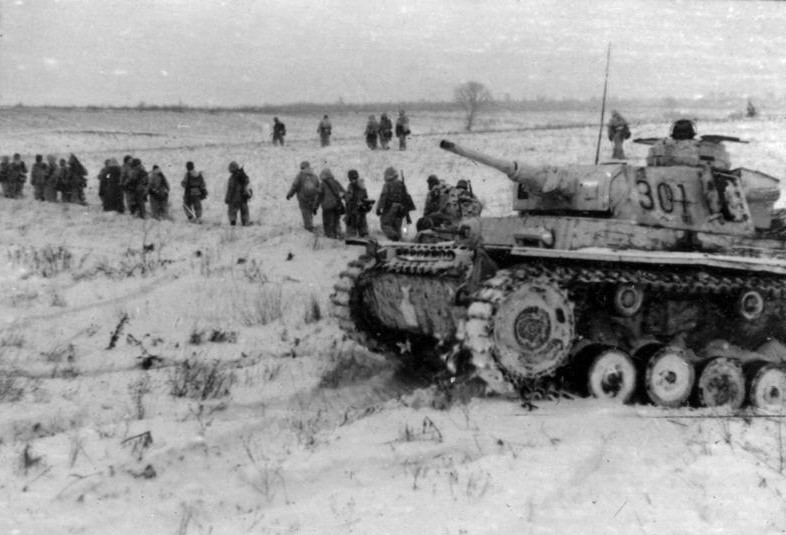
1942年12月，在蘇聯南部之德國3號坦克

11月20日早上蘇聯最高統帥部打電話給史達林格勒方面軍司令員安德烈·葉廖緬科，詢問他是否會根據時間表準時在早上8時發動他這部分之攻勢，葉廖緬科回答只會在濃霧消散後才展開攻勢。由于未獲方面軍總部通知，只有第51軍團準時開始炮火準備，其它部隊卻收到命令將攻擊開始時間推遲至早上10時。進攻開始後第51軍團攻擊了羅馬尼亞第6軍，俘獲很多戰俘。當第57軍團在10時加入攻擊時，情況已變得非常適合運用方面軍的裝甲部隊。德軍第279步兵師眼見其羅馬尼亞盟友被突破而無所作為，但是當試圖鞏固最早的攻勢打開的突破口時，誤會和缺乏指揮令蘇軍第4及第13機械化軍進展緩慢。
發現這一情況，德軍迅速命令該地區唯一的預備隊，第29裝甲擲彈兵師發動反擊。雖然在反擊初期數次戰勝蘇聯裝甲部隊，羅馬尼亞軍的崩潰迫使該師在南綫停止進攻，轉入防禦。第29裝甲擲彈兵師的反攻令紅軍付出了大約50輛坦克的代價，令蘇軍指揮官擔憂其左翼之安全，但是該德軍師之重新部署導致到該日結束，只有羅馬尼亞第6騎兵團位於前進中的蘇軍與頓河之間。

### 行動之繼續：11月20日–11月23日
當史達林格勒方面軍在11月20日展開其攻勢時，蘇聯第65軍團繼續對德國第6軍團北端側翼的德國第11軍施加壓力。紅軍第4坦克軍從正面壓倒德國第11軍，同時第3親衛騎兵軍攻入德軍後方。德軍第376步兵師及奧地利第44步兵師被重新部署至側翼以迎擊蘇軍，但是因缺乏汽油而延誤。德軍第14裝甲師剩餘的裝甲團殲滅了試圖實施迂回的蘇聯第3親衛騎兵軍的一個團，但其反坦克炮陣地被蘇軍突破，傷亡慘重。在這日日終時蘇聯第1坦克軍已經迫使德國第48裝甲軍后撤，而蘇聯第26坦克軍則攻佔位於史達林格勒西北大約130（81英里）的佩萊拉佐夫斯基鎮。

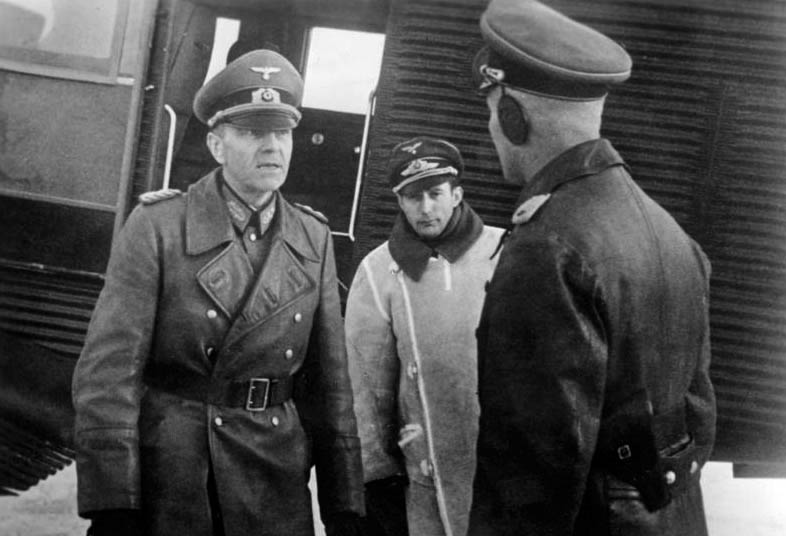
在蘇聯南部之保盧斯上將

紅軍之攻勢在11月21日仍然持續，史達林格勒方面軍已突入德軍防線50（31英里）。這時在北面剩下的羅馬尼亞軍單位已被分割包圍、逐個消滅，紅軍開始攻擊德國第4裝甲軍團及第6軍團之側翼。德軍第22裝甲師，雖然嘗試發起一次小型反攻，但兵力已被消耗到相當于一個連的規模，被迫向西南撤退。蘇聯第26坦克軍，消滅了羅馬尼亞第1裝甲師的大部分兵力后繼續向西南進攻，並未消滅留在身后的羅馬尼亞士兵，即使羅馬尼亞第5軍的余部已經重組并建立堅固防綫，等待德國第48裝甲軍的救援。這天德國第6軍團司令弗里德里希·保盧斯上將接到報告說蘇軍距離他的總部只有少於40（25英里）；加上已沒有剩餘部隊可以阻止蘇軍在南方的進攻。在南面經過短暫的停頓後，蘇軍第4機械化軍繼續向北進攻，清除在該地區數個城鎮的德國守軍，直指史達林格勒。意識到史達林格勒城內及附近的德軍面臨危險，希特勒命令在該地區之纳粹德国国防军陆军全面防守各個方向，并將頓河與伏爾加河之間的部隊劃為“史達林格勒要塞”，导致了第6軍團突圍的希望破灭。第6集团军及其它軸心國單位及大部分第4裝甲軍團之德軍單位被困在蘇軍日益壯大之包圍圈中，只有第16裝甲擲彈師嘗試作突圍行動。由於當蘇軍之坦克軍嘗試沿德軍南翼擴大突破口時，步兵與坦克之間缺乏協調，令大部分羅馬尼亞第4軍團之士兵逃出了包圍圈。
11月22日蘇軍開始渡過頓河，向卡拉奇鎮進攻，防守卡拉奇之德軍大部分由維修及補給人員編成，他們直至11月21日才知道蘇軍的进攻，却仍不知道进攻的蘇軍實力如何。攻佔卡拉奇的橋樑之任務交由第26坦克軍負責，他們利用兩輛俘獲的德軍坦克及1輛侦查車进逼并向守衛開火。上述蘇軍在22日上午突入市內，战斗至下午14时左右逐出守軍，令他们及第4坦克軍得以与從南面而來的斯大林格勒方面军第4機械化軍在顿河畔卡拉奇苏维埃斯基村附近會師，對史達林格勒城內德軍的包圍在1942年11月22日完成，同日蘇軍亦繼續清除包圍圈內羅馬尼亞士兵剩余的袋形阵地，例如由羅馬尼亞第5軍建立的一段。
戰鬥直至11月23日，德軍再次徒劳地嘗試突破包围。此后包圍圈內的軸心國人員移向東面的史達林格勒以避開蘇軍坦克，逃离包围圈的一部分则向西退避，逃向德軍及其它軸心國部隊之陣地。

## 總結
天王星行動將250,000名纳粹德国国防军陆军士兵圍困在一個由東至西50（31英里）和由南到北40（25英里）的包圍圈裡。包圍圈內的部队包括德國第6集团军所属的4個步兵軍、一個隸屬第4裝甲軍團的装甲軍、兩個羅馬尼亞師的余部、一個克羅埃西亞步兵團及其它特別單位，被圍困的裝備有大約140輛坦克、2,000門火炮或迫擊砲及10,000輛軍車。向史達林格勒撤退的路上扔满了鋼盔、武器及其它裝備，而被破壞的重型裝備亦被遺棄在路旁。橫跨頓河的橋樑拥堵不堪，生還的軸心國士兵在寒冷的冬天中匆忙地向東撤退，以免被苏军坦克和步兵拦截在史達林格勒城外。很多受傷的軸心國士兵被踩踏，不少试图越过冰面过河的士兵也落入河中淹死，饥饿的士兵扫荡蘇聯的村莊找尋物資，军用后勤站也常常遭到抢掠。最後一批落伍的士兵在11月24日渡過頓河，轴心国部队随即炸毁了河上所有橋樑，阻止苏联部队进一步追击第4装甲军團和第6軍團。
第6集团军在混亂當中開始建立防線，並受缺乏汽油、武器辎重及食物所困擾，更受到俄羅斯冬季氣候所纍贅，又要填補潰散的羅馬尼亞軍在防線上之缺口。11月23日一些德軍單位破壞或烧毁了一切在突圍時不需要的物资，向史達林格勒北面後退。但由于离开了构建完善的冬季掩体，蘇聯第62軍團得以在旷野上攻击并消滅德軍第94步兵師；該師的生還者被配屬到第16和第24裝甲師。雖然德國战地指揮官一致認為被包圍的德意志國防軍應該試著突圍，但在11月23日至11月24日間希特勒严令这些部队就地死守，并嘗試由空運向第6軍團实施補給。被包圍在城中的部队每天最少要消耗800公噸的武器辎重弹药和食物药品補給，這個任務是已經被削弱的德國空軍所無法承擔的；加上實力已經恢復的蘇聯空軍對飛入包圍圈的德軍運輸機形成威脅，即使在12月時，德國空軍已集結編成了一支擁有500架飛機的機隊，但仍然不足以對第6軍團及部份第4裝甲軍團的士兵運送足夠的補給。12月上半月间，第6軍團每日只收到20％的正常需求量補給。
與此同時，紅軍以全歼被围轴心国部队為目標而持續增強包圍圈进攻力，蘇軍接著计划自東面及南面攻擊纳粹德国国防军陆军，目的是將其进一步分割成小集團。這些行動於11月24日執行，并被要求在未遭重大伤亡且不动用预备队的情况下完成任务。雖然實際上只有這個距離的75%被蘇軍佔領著，但包圍圈外圍環长度估計長達320（200英里）；外包圍圈與內包圍圈之間距離大約有16（9.9英里）。蘇軍最高指揮部亦開始籌劃小土星行動，目的是消滅義大利第8軍團及切斷高加索之德軍，蘇聯最高統帥部計劃攻勢在12月10日開始。
该区德军被进一步分割改组後，德軍將領埃里希·馮·曼施坦因受命指揮由德國第4裝甲軍團和第6軍團、羅馬尼亞第3和第4軍團重編而成的德國頓河集團軍。雖然對德軍來說前景颇显暗淡，在天王星行动结束后战场获得了暂时的平静，德軍及蘇軍均在籌劃他們的下一步行動。

## 附錄
1. 1 2 3 4  Glantz & House 1995，第134頁
2. ↑  Bergström 2007，第87頁
3. 1 2  Bergström 2007，第88頁
4. ↑  McCarthy & Syron 2002，第131頁
5. ↑  Glantz & House 1995，第119頁
6. ↑  Glantz & House 1995，第120頁
7. ↑  McCarthy & Syron 2002，第135–136頁
8. ↑  McCarthy & Syron 2002，第136頁
9. ↑  Cooper 1978，第422頁
10. ↑  Clark 1965，第239頁
11. ↑  Clark 1965，第241頁
12. ↑  Clark 1965，第242頁
13. ↑  McCarthy & Syron 2002，第137–138頁
14. ↑  Glantz 1999，第17頁
15. ↑  Glantz 1999，第18頁
16. ↑  Glantz & House 1995，第129–130頁
17. ↑  Glantz & House 1995，第130頁
18. ↑  Beevor 1998，第225–226頁
19. ↑  Beevor 1998，第226頁
20. 1 2  McTaggart 2006，第49–50頁
21. ↑  Cooper 1978，第420頁
22. ↑  Cooper 1978，第418頁
23. 1 2  Erickson 1975，第453頁
24. ↑  Erickson 1975，第453–454頁
25. ↑  Erickson 1975，第454頁
26. 1 2 3  McTaggart 2006，第49頁
27. ↑  McTaggart 2006，第48頁
28. ↑  McTaggart 2006，第48–49頁
29. ↑  Perrett 1998，第17頁
30. ↑  Perrett 1998，第21頁
31. ↑  Beevor 1998，第229頁
32. ↑  Clark 1975，第240–241頁
33. ↑  Manstein 1982，第293頁
34. ↑  Glantz & House 1995，第124頁
35. ↑  Cooper 1978，第425頁
36. ↑  Cooper 1978，第425–426頁
37. ↑  McTaggart 2006，第50–51頁
38. 1 2  McTaggart 2006，第50頁
39. ↑  Glantz & House 1995，第131頁
40. ↑  Glantz & House 1995，第131–132頁
41. ↑  吴伟. . 北京: 世界知识出版社. 1995: 422. ISBN 750120666X （中文）.
42. ↑  Erickson 1975，第456頁
43. ↑  Erickson 1975，第456–457頁
44. ↑  Beevor 1998，第226–227頁
45. ↑  Beevor 1998，第227頁
46. ↑  Erickson 1975，第457頁
47. ↑  Erickson 1975，第461頁
48. ↑  Erickson 1975，第461–462頁
49. ↑  Beevor 1998，第232頁
50. ↑  Beevor 1998，第233頁
51. ↑  Beevor 1998，第234頁
52. ↑  Erickson 1975，第462頁
53. 1 2 3  McTaggart 2006，第51頁
54. ↑  Glantz 1996，第118頁
55. ↑  Beevor 1998，第239頁
56. ↑  Beevor 1998，第239–240頁
57. ↑  McCarthy & Syron 2002，第138頁
58. ↑  Beevor 1998，第240頁
59. ↑  McTaggart 2006，第51–52頁
60. ↑  Erickson 1975，第464頁
61. ↑  Beevor 1998，第240–241頁
62. ↑  Beevor 1998，第241頁
63. ↑  Erickson 1975，第464–465頁
64. ↑  McCarthy & Syron 2002，第138–139頁
65. ↑  McCarthy & Syron 2002，第139–140頁
66. 1 2  McCarthy & Syron 2002，第140頁
67. ↑  Beevor 1998，第245頁
68. 1 2  Erickson 1975，第465–466頁
69. ↑  Beevor 1998，第245–246頁
70. ↑  Beevor 1998，第246頁
71. ↑  Glantz & House 1995，第133頁
72. 1 2  McTaggart 2006，第52頁
73. ↑  Bell 2006，第61頁
74. ↑  McTaggart 2006，第52–53頁
75. ↑  McTaggart 2006，第53–54頁
76. ↑  Erickson 1975，第466頁
77. ↑  Erickson 1975，第466–467頁
78. 1 2  McTaggart 2006，第54頁
79. ↑  Beevor 1998，第250頁
80. ↑  Erickson 1975，第467–468頁
81. ↑  Beevor 1998，第250–251頁
82. 1 2  Beevor 1998，第251頁
83. ↑  McTaggart 2006，第54–55頁
84. 1 2 3  McTaggart 2006，第55頁
85. ↑  Erickson 1975，第468頁
86. ↑  Beevor 1998，第252頁
87. ↑  Beevor 1998，第252–253頁
88. ↑  Beevor 1998，第253頁
89. ↑  Erickson 1975，第468–469頁
90. ↑  Beevor 1998，第254頁
91. 1 2  Erickson 1975，第469頁
92. ↑  McTaggart 2006，第72頁
93. ↑  Beevor 1998，第255頁
94. ↑  Beevor 1998，第255–256頁
95. ↑  McCarthy & Syron 2002，第140–141頁
96. ↑  Beevor 1998，第256頁
97. ↑  Erickson 1975，第469–470頁
98. ↑  McCarthy & Syron 2002，第141頁
99. ↑  Erickson 1975，第470頁
100. ↑  Beevor 1998，第258頁
101. ↑  Beevor 1998，第258–259頁
102. ↑  Beevor 1998，第259頁
103. ↑  Beevor 1998，第259–260頁
104. ↑  Beevor 1998，第260–262頁
105. ↑  Erickson 1983，第2頁
106. ↑  Erickson 1983，第2–3頁
107. ↑  Erickson 1983，第3頁
108. ↑  Bell 2006，第62頁
109. ↑  Bell 2006，第62–63頁
110. ↑  Erickson 1975，第470–471頁
111. ↑  Erickson 1975，第471–472頁
112. ↑  Erickson 1983，第5頁
113. ↑  Beevor 1998，第292–293頁
114. ↑  Beevor 1998，第293頁
115. ↑  Erickson 1983，第7頁
116. ↑  Erickson 1983，第5–7頁